# Gesetz über Gleichstellung und Gleichberechtigung von Frauen und Männern (Island)
Das Gesetz über Gleichstellung und Gleichberechtigung von Frauen und Männern (isländisch Lög um jafna stöðu og jafnan rétt kvenna og karla) verfolgt das Ziel, Chancengleichheit für Frauen und Männer in Island herzustellen und zu erhalten. Die erste Fassung stammt von 2008. In einer Änderung 2016/2017 wurden Maßnahmen und Sanktionen aufgenommen, die für mehr Lohngerechtigkeit zwischen Frauen und Männern sorgen sollen.

## Ziele und Aufbau
Das 2008 verabschiedete Gesetz verfolgt das übergeordnete Ziel, Chancengleichheit für Frauen und Männer herzustellen und zu erhalten. In Artikel 1 werden eine Reihe von Richtlinien zur Konkretisierung dieser Absicht genannt. Dazu zählen beispielsweise die Vereinbarkeit von Familie und Beruf für beide Geschlechter, die Veränderung traditioneller Geschlechterrollen sowie negativer Stereotypen für Männer und Frauen und der Einsatz gegen genderzentrierte Gewalt und Belästigung. Zum Erreichen der Ziele sieht das Gesetz die Errichtung spezialisierter Behörden und Gremien vor. Artikel 5 bis 7 beispielsweise regeln Aufgaben und Kompetenzen einer Beschwerdestelle für Verstöße (Gender Equality Complaints Committee).
Das Gesetz umfasst Ziele (Abschnitt 1), Institutionen für die Umsetzung (Abschnitt 2), Rechte und Pflichten (Abschnitt 3), Verbote von Geschlechterdiskriminierung (Abschnitt 4) und Sanktionen (Abschnitt 5).

## Änderung 2016/2017: Herstellung von Lohngerechtigkeit

### Motivation
Seit 2009 führt Island den vom Weltwirtschaftsforum jährlich für 144 Staaten erstellten Global Gender Gap Index an, der den jeweiligen Stand der Beteiligung von Frauen in Wirtschaft und Gesellschaft wiedergeben soll. Doch es gab immer noch einen geschlechtsspezifischen Bereinigten Gender-Pay-Gap zu Lasten der Frauen, der nicht etwa durch Unterschiede in Arbeitszeit oder Position erklärbar sei. Im Mai 2015 wurden Ergebnisse einer Studie der isländischen Statistikbehörde veröffentlicht, die im Auftrag der isländischen Regierung erstellt worden war: 2013 fand man bei den Arbeitsentgelten nach Berücksichtigung aller strukturellen Erklärungsfaktoren einen unerklärten Unterschied von durchschnittlich 5,7 Prozent zwischen Männern und Frauen, den die Studie der Diskriminierung von Frauen zuschrieb.
Seit Inkrafttreten des Gesetzes über Gleichstellung und Gleichberechtigung von Frauen und Männern habe sich diese geschlechtsspezifische Entgeltlücke nur um 2,1 Prozentpunkte vermindert. Der isländische Gesetzgeber handelte: In das Gesetz wurden Bestimmungen aufgenommen, die Lohngerechtigkeit zwischen Frauen und Männern herstellen und für eine Gleichstellung der Geschlechter sorgen sollen.

### Umsetzung
Die Viðreisn-Partei propagierte die Gesetzesänderung als eines ihrer Hauptthemen im Wahlkampf für die Parlamentswahl in Island 2016 und brachte sie nach seinem erstmaligen Einzug ins Parlament auch in den Koalitionsvertrag ein. Einige Mitglieder der Unabhängigkeitspartei, der größten Partei Islands, hatten zwar Vorbehalte gegen die Änderung, enthielten sich aber bei der Abstimmung der Stimme.
Die Gesetzesänderung wurde am 1. Juni 2017 im Althing, dem isländischen Parlament verabschiedet und trat am 1. Januar 2018 in Kraft.  Bereits 2012 hatte Island nach dem Modell der ISO-Normen 9001 zu Qualitätsmanagement und 14001 zu Umweltmanagements die Norm ÍST 85:2012 für Entgeltgleichheitsmanagement erarbeitet, die hier Anwendung findet.
Es wird erwartet, dass  Premierministerin Katrín Jakobsdóttir, die nach der Parlamentswahl in Island 2017 ins Amt kam, als erklärte Feministin die Umsetzung des Gesetzes weiterhin unterstützen wird.

### Regelungen
Unternehmen mit mehr als 25 Vollzeitangestellten müssen nun ein Lohngleichheitszertifikat (isländisch Jafnlaunavottun) vorweisen können, das man alle drei Jahre erneuern lassen muss. Für Arbeitgeber mit mehr als 250 Angestellten endet die Frist am 31. Dezember 2018, kleinere Unternehmen haben etwas mehr Zeit; zuletzt müssen Firmen mit 25 bis 89 Angestellten das Zertifikat vorweisen können, bis 31. Dezember 2021. Private Beratungsfirmen besuchen die Unternehmen und übermitteln dem staatlichen Zentrum für Geschlechtergleichheit (isländisch: Jafnréttisstofa) ihr Urteil, auch über die, welche die Prüfung nicht bestanden haben. Das Zentrum für Geschlechtergleichheit gibt diese Informationen dann an die Sozialpartner weiter. Zertifizierte Firmen dürfen das Equal-Pay-Symbol führen. Wird das Zertifikat nicht rechtzeitig vorgelegt oder von den Beraterfirmen verweigert, so drohen Geldstrafen bis zu 50.000 Isländische Kronen (Mai 2018: etwa 400 Euro) pro Tag.

### Rezeption der Änderung
- Im Inland

Unternehmerverbände kritisierten die Änderung als zu bürokratisch und teuer in der Umsetzung und wandten ein, sie greife zu sehr in den Arbeitsmarkt ein. Das Zugeständnis, Unternehmen mit weniger als 25 Mitarbeitern von der Verpflichtung zu befreien, geht hierauf zurück. Wirtschaftswissenschaftler kritisierten, es gebe keine systematische geschlechtsbezogene Diskriminierung auf dem Arbeitsmarkt; mit genaueren Messinstrumenten werde man feststellen, dass der Erklärung für die ungleichen Entgelte in unterschiedlichem Arbeitsanfall und anderen Faktoren liege.
- Im Ausland

Die Neuregelung von 2017 hat international große mediale Aufmerksamkeit gefunden. Als erstes Land der Welt habe Island ein Gesetz eingeführt, das grundsätzlich gleichen Lohn für gleiche Arbeit garantiere.
Stefán Ólaffson vom Europäischen Netzwerk für Sozialpolitik (ESPN) merkte an, das Gesetz konzentriere sich nur auf den Bereinigten Gender-Pay-Gap. Es ändere aber nichts an der wesentlich größeren erklärbaren Lücke, die auf unterschiedliche Arbeitszeit und die Tatsache zurückgehe, dass Frauen den größten Teil der unbezahlten Care-Arbeit und Hausarbeit leisteten, während Männer mehr Zeit für entlohnte Beschäftigungen aufwenden. Es sei allerdings anzunehmen, dass das Gesetz das Ethos von Gender und anderen Gleichheitsthemen in Island voranbringen werden.